# Liste des départements français de 1811
Voici une liste des 130 départements français de 1811, alors que l'extension du territoire de la France sous le Premier Empire était presque à son apogée. Elle ne comprend donc pas les départements français fondés sous l'Empire après 1811 (départements français d'Espagne) ni ceux perdus ou supprimés avant 1811 (les départements français de Grèce, le Mont-Terrible, le Rhône-et-Loire).
Cette liste ne comprend pas non plus les départements du Golo et du Liamone qui furent fusionnés le 19 avril 1811 pour former celui de Corse. Elle comprend en revanche le département de la Lippe, formé le 27 avril 1811.

Départements français du Premier Empire (1812)

## Tableau
Le tableau suivant mentionne les informations suivantes pour chacun des départements que l'Empire comptait en mai 1811 :
- son n° postal officiel apposé sur les marques postales ;
- son nom en 1811 ;
- son chef-lieu ;
- sa date de création ;
- sa date éventuelle de suppression, si le département a cessé d'exister depuis ;
- les territoires à partir desquels il a été créé (si le département était inclus dans les limites de la France en 1790, rien n'est précisé) ;
- les territoires dans lesquels il a été inclus, s'il a été supprimé depuis ;
- des notes éventuelles.

| N°  | Nom                 | Chef-lieu         | Création | Suppression | Origine | Successeurs | Notes |
| --- | ------------------- | ----------------- | -------- | ----------- | --- | --- | --- |
| 01  | Ain                 | Bourg             | 1790     | —           | | | |
| 02  | Aisne               | Laon              | 1790     | —           | | | |
| 03  | Allier              | Moulins           | 1790     | —           | | | |
| 05  | Basses-Alpes        | Digne             | 1790     | —           | | | Alpes-de-Haute-Provence depuis 1970. |
| 04  | Hautes-Alpes        | Gap               | 1790     | —           | | | |
| 85  | Alpes-Maritimes     | Nice              | 1793     | 1814        | Royaume de Sardaigne, Principauté de Monaco                                                                         | Royaume de Sardaigne, Principauté de Monaco | Le département des Alpes-Maritimes créé en 1793 et supprimé en 1814 différait du département actuel recréé en 1860 en incluant Monaco et Sanremo, mais pas l'arrondissement de Grasse. Tandis que le département actuel comprend l'arrondissement de Grasse (détaché du Var), le comté de Nice, les villes de Menton et Roquebrune détachées de la principauté de Monaco, ainsi que les villes de Tende et de La Brigue, rattachées en 1947 avec le traité de Paris. |
| 110 | Apennins            | Chiavari          | 1805     | 1814        | République ligurienne                                                                                               | Royaume de Sardaigne | |
| 06  | Ardèche             | Privas            | 1790     | —           | | | |
| 07  | Ardennes            | Mézières          | 1790     | —           | | | |
| 08  | Ariège              | Foix              | 1790     | —           | | | |
| 112 | Arno                | Florence          | 1808     | 1814        | Royaume d'Étrurie                                                                                                   | Grand-duché de Toscane | |
| 09  | Aube                | Troyes            | 1790     | —           | | | |
| 10  | Aude                | Carcassonne       | 1790     | —           | | | |
| 11  | Aveyron             | Rodez             | 1790     | —           | | | |
| 128 | Bouches-de-l'Elbe   | Hambourg          | 1811     | 1814        | ( ) | Royaume de Hanovre, Duché de Holstein, Hambourg, Lübeck                                                                                              | |
| 125 | Bouches-de-l'Escaut | Middelbourg       | 1810     | 1814        | Royaume de Hollande                                                                                                 | Royaume uni des Pays-Bas | |
| 120 | Bouches-de-l'Yssel  | Zwolle            | 1811     | 1814        | Royaume de Hollande                                                                                                 | Royaume uni des Pays-Bas | |
| 119 | Bouches-de-la-Meuse | La Haye           | 1811     | 1814        | Royaume de Hollande                                                                                                 | Royaume uni des Pays-Bas | |
| 126 | Bouches-du-Rhin     | Bois-le-Duc       | 1810     | 1814        | Royaume de Hollande                                                                                                 | Royaume uni des Pays-Bas | |
| 12  | Bouches-du-Rhône    | Marseille         | 1790     | —           | | | |
| 129 | Bouches-du-Weser    | Brême             | 1811     | 1814        | Brême, Électorat de Brunswick-Lunebourg, Oldenbourg                                                                 | Brême, Royaume de Hanovre, Duché d'Oldenbourg | |
| 13  | Calvados            | Caen              | 1790     | —           | | | |
| 14  | Cantal              | Aurillac          | 1790     | —           | | | |
| 15  | Charente            | Angoulême         | 1790     | —           | | | |
| 16  | Charente-Inférieure | La Rochelle       | 1790     | —           | | | Charente-Maritime depuis 1941. |
| 17  | Cher                | Bourges           | 1790     | —           | | | |
| 18  | Corrèze             | Tulle             | 1790     | —           | | | |
| 19  | Corse               | Ajaccio           | 1811     | 1975        | Golo, Liamone | Haute-Corse, Corse-du-Sud | Le département de Corse fut créé en 1790 avec Bastia pour chef-lieu, puis divisé en les départements du Golo au nord et du Liamone au sud. Le département recréé en 1811 avec Ajaccio pour chef-lieu fut à nouveau découpé en 1975 en Haute-Corse et Corse-du-Sud. |
| 20  | Côte-d'Or           | Dijon             | 1790     | —           | | | |
| 21  | Côtes-du-Nord       | Saint-Brieuc      | 1790     | —           | | | Côtes-d'Armor depuis 1990. |
| 22  | Creuse              | Guéret            | 1790     | —           | | | |
| 93  | Deux-Nèthes         | Anvers            | 1795     | 1814        | Pays-Bas autrichiens                                                                                                | Royaume uni des Pays-Bas | |
| 75  | Deux-Sèvres         | Niort             | 1790     | —           | | | |
| 109 | Doire               | Ivrée             | 1802     | 1814        | République subalpine                                                                                                | Royaume de Sardaigne | |
| 23  | Dordogne            | Périgueux         | 1790     | —           | | | |
| 24  | Doubs               | Besançon          | 1790     | —           | | | |
| 25  | Drôme               | Valence           | 1790     | —           | | | |
| 94  | Dyle                | Bruxelles         | 1795     | 1814        | Pays-Bas autrichiens                                                                                                | Royaume uni des Pays-Bas | |
| 123 | Ems-Occidental      | Groningue         | 1811     | 1814        | Royaume de Hollande                                                                                                 | Royaume uni des Pays-Bas, Royaume de Hanovre | |
| 124 | Ems-Oriental        | Aurich            | 1811     | 1814        | Royaume de Hollande                                                                                                 | Royaume de Hanovre | |
| 130 | Ems-Supérieur       | Osnabrück         | 1811     | 1814        | Duché d‘Aremberg | Royaume de Hanovre | |
| 92  | Escaut              | Gand              | 1795     | 1814        | Pays-Bas autrichiens                                                                                                | Royaume uni des Pays-Bas | |
| 26  | Eure                | Évreux            | 1790     | —           | | | |
| 27  | Eure-et-Loir        | Chartres          | 1790     | —           | | | |
| 28  | Finistère           | Quimper           | 1790     | —           | | | |
| 98  | Forêts              | Luxembourg        | 1795     | 1814        | Pays-Bas autrichiens, la principauté de Liège, la principauté abbatiale de Stavelot-Malmedy et le duché de Bouillon | Royaume uni des Pays-Bas, Royaume de Prusse | |
| 122 | Frise               | Leeuwarden        | 1801     | 1814        | Royaume de Hollande                                                                                                 | Royaume uni des Pays-Bas | |
| 29  | Gard                | Nîmes             | 1790     | —           | | | |
| 30  | Haute-Garonne       | Toulouse          | 1790     | —           | | | |
| 87  | Gênes               | Gênes             | 1805     | 1814        | République ligurienne                                                                                               | Royaume de Sardaigne | Le numéro 87 fut utilisé précédemment par le département du Mont-Terrible (1793-1800) |
| 31  | Gers                | Auch              | 1790     | —           | | | |
| 32  | Gironde             | Bordeaux          | 1790     | —           | | | |
| 33  | Hérault             | Montpellier       | 1790     | —           | | | |
| 34  | Ille-et-Vilaine     | Rennes            | 1790     | —           | | | |
| 35  | Indre               | Châteauroux       | 1790     | —           | | | |
| 36  | Indre-et-Loire      | Tours             | 1790     | —           | | | |
| 37  | Isère               | Grenoble          | 1790     | —           | | | |
| 86  | Jemappes            | Mons              | 1795     | 1814        | Pays-Bas autrichiens                                                                                                | Royaume uni des Pays-Bas | |
| 38  | Jura                | Lons-le-Saunier   | 1790     | —           | | | |
| 39  | Landes              | Mont-de-Marsan    | 1790     | —           | | | |
| 99  | Léman               | Genève            | 1798     | 1814        | République de Genève, Ain, Mont-Blanc                                                                               | Suisse, Royaume de Sardaigne, Ain | |
| 131 | Lippe               | Münster           | 1811     | 1814        | Duché de Berg | Royaume de Hanovre, Royaume de Prusse | |
| 40  | Loir-et-Cher        | Blois             | 1790     | —           | | | |
| 88  | Loire               | Montbrison        | 1793     | —           | Rhône-et-Loire | | Le chef-lieu de la Loire est Saint-Étienne depuis 1855. |
| 41  | Haute-Loire         | Le Puy            | 1790     | —           | | | |
| 42  | Loire-Inférieure    | Nantes            | 1790     | —           | | | Loire-Atlantique depuis 1957. |
| 43  | Loiret              | Orléans           | 1790     | —           | | | |
| 44  | Lot                 | Cahors            | 1790     | —           | | | |
| 45  | Lot-et-Garonne      | Agen              | 1790     | —           | | | |
| 46  | Lozère              | Mende             | 1790     | —           | | | |
| 91  | Lys                 | Bruges            | 1795     | 1814        | Pays-Bas autrichiens                                                                                                | Royaume uni des Pays-Bas | |
| 47  | Maine-et-Loire      | Angers            | 1790     | —           | | | |
| 48  | Manche              | Saint-Lô          | 1790     | —           | | | |
| 106 | Marengo             | Alexandrie        | 1802     | 1814        | République subalpine                                                                                                | | |
| 49  | Marne               | Châlons-sur-Marne | 1790     | —           | | | |
| 113 | Méditerranée        | Livourne          | 1808     | 1814        | Royaume d'Étrurie                                                                                                   | | |
| 50  | Haute-Marne         | Chaumont          | 1790     | —           | | | |
| 51  | Mayenne             | Laval             | 1790     | —           | | | |
| 52  | Meurthe             | Nancy             | 1790     | 1871        | | Meurthe-et-Moselle (fusion de la majeure partie du département de la Meurthe et partie Ouest de la Moselle restés français après la défaite de 1870. | Après 1871, les parties des départements de la Meurthe et de la Moselle non-annexées par l'Allemagne furent réunies dans le nouveau département de Meurthe-et-Moselle. |
| 53  | Meuse               | Bar-sur-Ornain    | 1790     | —           | | | |
| 95  | Meuse-Inférieure    | Maëstricht        | 1795     | 1814        | Pays-Bas autrichiens                                                                                                | Royaume uni des Pays-Bas | |
| 84  | Mont-Blanc          | Chambéry          | 1792     | 1815        | Royaume de Sardaigne                                                                                                | Royaume de Sardaigne | |
| 100 | Mont-Tonnerre       | Mayence           | 1797     | 1814        | République cisrhénane                                                                                               | Royaume de Bavière, Hesse | |
| 108 | Montenotte          | Savone            | 1805     | 1814        | République ligurienne                                                                                               | Royaume de Sardaigne | |
| 54  | Morbihan            | Vannes            | 1790     | —           | | | |
| 55  | Moselle             | Metz              | 1790     | 1871        | | Alsace-Lorraine | En 1919, la Moselle fut recréée avec les parties des départements de la Meurthe et de la Moselle annexées par l'Empire allemand en 1871. |
| 56  | Nièvre              | Nevers            | 1790     | —           | | | |
| 57  | Nord                | Lille             | 1790     | —           | | | La première préfecture du Nord était à Douai. |
| 58  | Oise                | Beauvais          | 1790     | —           | | | |
| 114 | Ombrone             | Sienne            | 1808     | 1814        | Royaume d'Étrurie                                                                                                   | Grand-duché de Toscane | |
| 59  | Orne                | Alençon           | 1790     | —           | | | |
| 96  | Ourte               | Liège             | 1795     | 1814        | Principauté de Liège, la principauté abbatiale de Stavelot-Malmédy                                                  | Royaume uni des Pays-Bas | Le département de l'Ourte était orthographié ainsi alors que la rivière qui lui a donné son nom s'appelle l'Ourthe. |
| 61  | Pas-de-Calais       | Arras             | 1790     | —           | | | |
| 104 | Pô                  | Turin             | 1802     | 1814        | République subalpine                                                                                                | Royaume de Sardaigne | |
| 62  | Puy-de-Dôme         | Clermont-Ferrand  | 1790     | —           | | | |
| 64  | Basses-Pyrénées     | Pau               | 1790     | —           | | | Pyrénées-Atlantiques depuis 1969. |
| 63  | Hautes-Pyrénées     | Tarbes            | 1790     | —           | | | |
| 65  | Pyrénées-Orientales | Perpignan         | 1790     | —           | | | |
| 67  | Bas-Rhin            | Strasbourg        | 1790     | 1871        | | Alsace-Lorraine | Recréé en 1919 avec en plus la partie des Vosges annexées par l'Allemagne en 1871. |
| 66  | Haut-Rhin           | Colmar            | 1790     | 1871        | | Alsace-Lorraine | Recréé en 1919 sans le Territoire de Belfort. |
| 102 | Rhin-et-Moselle     | Coblence          | 1801     | 1814        | République cisrhénane                                                                                               | Royaume de Prusse | |
| 68  | Rhône               | Lyon              | 1793     | —           | Rhône-et-Loire | | |
| 103 | Roer                | Aix-la-Chapelle   | 1801     | 1814        | République cisrhénane                                                                                               | Royaume uni des Pays-Bas, Royaume de Prusse | |
| 116 | Rome                | Rome              | 1809     | 1814        | États pontificaux                                                                                                   | États pontificaux | Initialement nommé Tibre jusqu'en 1810. |
| 97  | Sambre-et-Meuse     | Namur             | 1795     | 1814        | Pays-Bas autrichiens                                                                                                | Royaume uni des Pays-Bas | |
| 69  | Haute-Saône         | Vesoul            | 1790     | —           | | | |
| 70  | Saône-et-Loire      | Mâcon             | 1790     | —           | | | |
| 101 | Sarre               | Trèves            | 1801     | 1814        | République cisrhénane                                                                                               | Royaume de Prusse, Royaume de Bavière, Oldenbourg | |
| 71  | Sarthe              | Le Mans           | 1790     | —           | | | |
| 60  | Seine               | Paris             | 1790     | 1968        | | Paris, Hauts-de-Seine, Seine-Saint-Denis, Val-de-Marne                                                                                               | département de Paris jusqu'à 1795. |
| 74  | Seine-Inférieure    | Rouen             | 1790     | —           | | | Seine-Maritime depuis 1955. |
| 72  | Seine-et-Marne      | Melun             | 1790     | —           | | | |
| 73  | Seine-et-Oise       | Versailles        | 1790     | 1968        | | Yvelines, Hauts-de-Seine, Essonne, Val-d'Oise | |
| 107 | Sezia / Sésia       | Verceil           | 1802     | 1814        | République subalpine                                                                                                | Royaume de Sardaigne | |
| 127 | Simplon             | Sion              | 1810     | 1814        | République rhodanienne                                                                                              | Suisse | |
| 76  | Somme               | Amiens            | 1790     | —           | | | |
| 105 | Stura               | Coni              | 1802     | 1814        | République subalpine                                                                                                | Royaume de Sardaigne | |
| 108 | Tanaro              | Asti              | 1802     | 1805        | République subalpine                                                                                                | Royaume de Sardaigne | |
| 77  | Tarn                | Albi              | 1790     | —           | | | |
| 115 | Tarn-et-Garonne     | Montauban         | 1808     | —           | Lot, Haute-Garonne, Lot-et-Garonne, Gers, Aveyron                                                                   | | |
| 111 | Taro                | Parme             | 1808     | 1814        | Duché de Parme | Duché de Parme | |
| 117 | Trasimène           | Spolète           | 1809     | 1814        | États pontificaux                                                                                                   | États pontificaux | |
| 78  | Var                 | Draguignan        | 1790     | —           | | | Le chef-lieu du Var est Toulon depuis 1974, alors qu'il était à Draguignan depuis 1797. Grasse et Brignoles l'ont été à diverses époques. |
| 89  | Vaucluse            | Avignon           | 1793     | —           | Avignon, Comtat Venaissin                                                                                           | | |
| 79  | Vendée              | Napoléon          | 1790     | —           | | | Le chef-lieu s'appelle La Roche-sur-Yon depuis 1870 après avoir porté divers noms. |
| 80  | Vienne              | Poitiers          | 1790     | —           | | | |
| 81  | Haute-Vienne        | Limoges           | 1790     | —           | | | |
| 82  | Vosges              | Épinal            | 1790     | —           | | | |
| 83  | Yonne               | Auxerre           | 1790     | —           | | | |
| 121 | Yssel-Supérieur     | Arnhem            | 1811     | 1814        | Royaume de Hollande                                                                                                 | Royaume uni des Pays-Bas | |
| 118 | Zuyderzée           | Amsterdam         | 1811     | 1814        | Royaume de Hollande                                                                                                 | Royaume uni des Pays-Bas | |

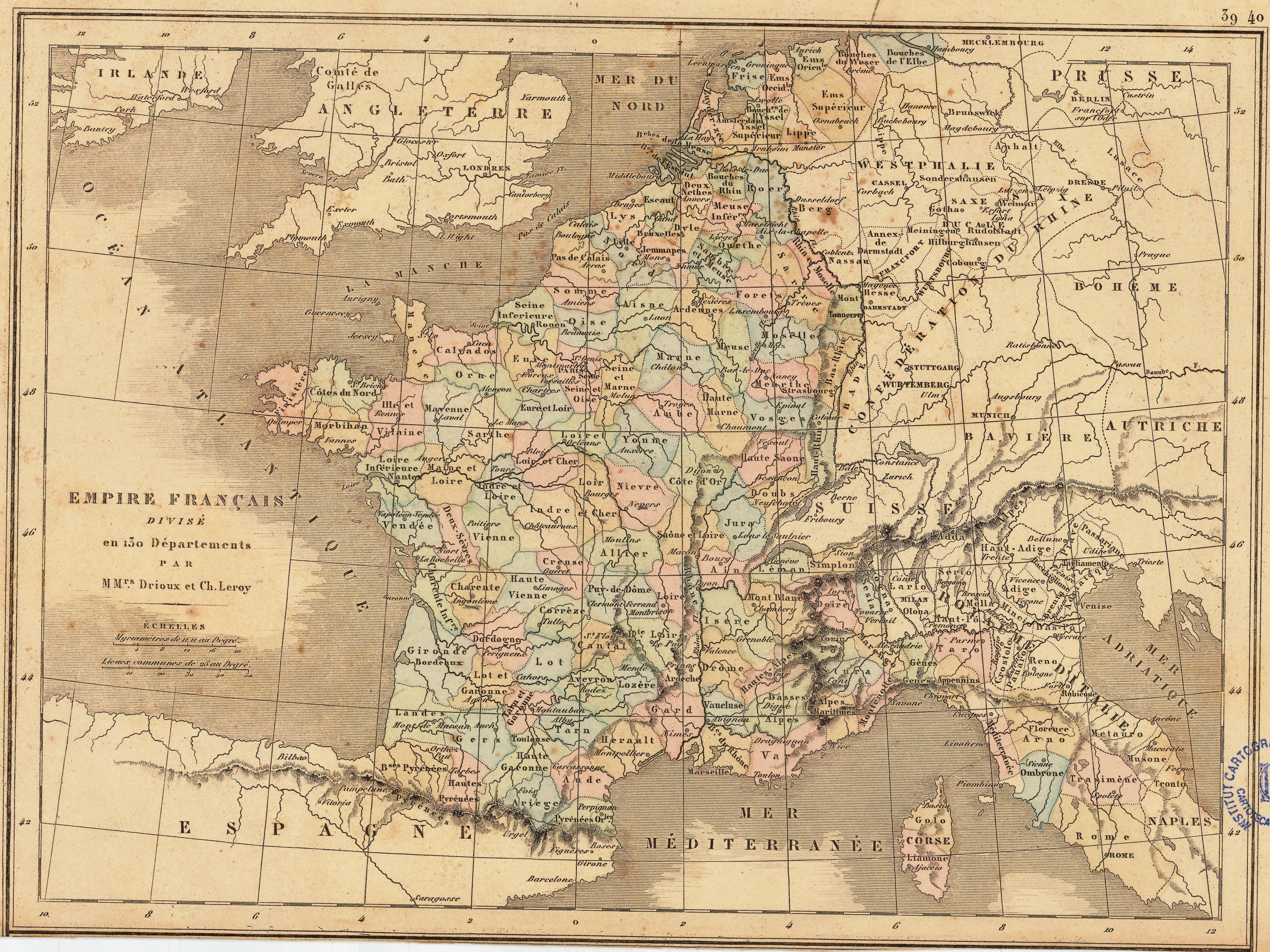
Carte de l’Empire français divisé en 130 départements, par MM. Drioux et Leroy.

Le numéro 90 ne figure pas dans la liste : il fut celui du département corse du Liamone jusqu'à la suppression de ce département le 19 avril 1811, puis resta vacant quelques mois avant d'être ré-attribué au département de Montserrat, créé le 26 janvier 1812.